# Melba (Ausztráliai fővárosi terület)
Melba a főváros, Canberra egyik elővárosa Belconnen kerületben. A város Nellie Melba-ről kapta nevét, aki az első nemzetközileg is elismert ausztrál szopránénekesnő volt . A város utcáit ausztrál zeneszerzőkről, énekesekről és az ausztrál zenevilág kiemelkedő személyiségeiről nevezték el. 
A település utcái megtekinthetők a Google Street View (Utcakép) szolgáltatással.

## Fontosabb helyek
Melbában található a Mount Rogers Community School, amely egy államilag finanszírozott oktatási intézmény. A Melba Copland Secondary School a Melba High School és a Copland College közös tagintézménye.
A Melba Tennis Club nyolc pályával rendelkezik. Korábban a klub tagja volt Annabell Ellwood ausztrál teniszezőnő, aki a WTA (World Tannis Association), nemzetközi teniszszervezet Women Professional Tour versenyén az 57. helyezést érte el egyéniben, és párosban a 60. helyen végzett 1997-ben. Egy alkalommal még Jennifer Capriati-t is legyőzte a U.S. Openen és Patrick Raffer társa volt vegyesben a perth-i Hopman-kupán. Ellwood asszony neve a teniszklub klubépületének emlékfalán is felbukkan.

## Földrajza
Egy zöldesszürke dácitot tartalmazó porfirra bukkantak a terület földpátokkal borított részén. A zöldeszürke dácitokat is tartalmazó vulkáni tufa a Hawkins vulkán működésének eredményeképpen lelhető fel a területen.

## Fordítás
Ez a szócikk részben vagy egészben  a   Melba, Australian Capital Territory című angol Wikipédia-szócikk ezen változatának fordításán alapul.  Az eredeti cikk szerkesztőit annak laptörténete sorolja fel. Ez a jelzés csupán a megfogalmazás eredetét és a szerzői jogokat jelzi, nem szolgál a cikkben szereplő információk forrásmegjelöléseként.